# Sara al-Hamidi
Sara al-Hamidi (arab. سارة الحامدي; fr. Sarra Hamdi; ur. 13 marca 1999) – tunezyjska zapaśniczka walcząca w stylu wolnym. Olimpijka z Tokio 2020, gdzie zajęła dziewiąte miejsce w kategorii 50 kg.
Wicemistrzyni igrzysk afrykańskich w 2019. Zdobyła pięć medali na mistrzostwach Afryki w latach 2017 - 2022. Brązowa medalistka igrzysk śródziemnomorskich w 2022, a także igrzysk solidarności islamskiej w 2021. Mistrzyni śródziemnomorska w 2018. Trzecia na MŚ U-23 w 2022 roku.